# Paul II. Ardier

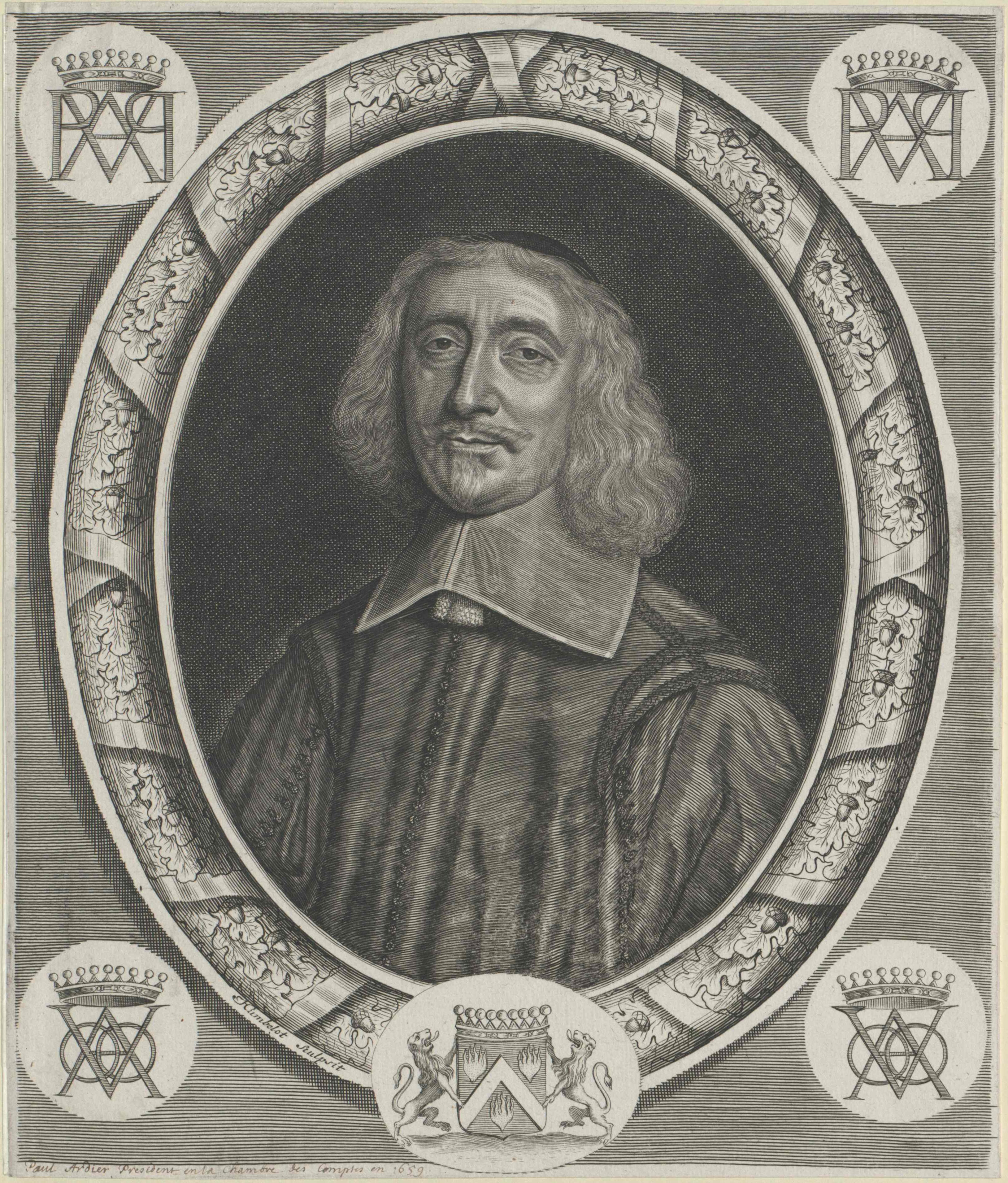
Porträt von Paul II. Ardier de Beauregard, Anonym, Österreichische Nationalbibliothek

Paul II. Ardier de Beauregard (* April 1595 in Issoire; † 7. November 1671 auf Schloss Beauregard) war ein französischer Verwaltungsbeamter, Diplomat, Magistrat und Finanzfachmann.
Er stand im Dienst seiner Onkel aus der Familie Phélypeaux und – näher am König Ludwig XIII. – als Premier Commis (Erster Gehilfe) beim Secrétaire d’État des Affaires étrangères von 1626 bis 1632. Nach einer Mission in Konstantinopel schrieb er zur Versammlung der Notabeln von 1626/27 das Protokoll, danach begleitete er von 1627 bis 1630 den König und Kardinal Richelieu auf ihren Reisen. 1630 verpasste er die Gelegenheit, selbst Secrétaire d’État zu werden.
Als er 1633 und 1634 auf Wunsch Richelieus dessen Memoiren verfasste, entwickelte er geopolitisches Denken, indem er die diplomatische Situation in Europa analysierte. Im allgemeinen Rahmen des Dreißigjährigen Krieges schildert er insbesondere die Konflikte im Veltlin und den Mantuanischen Erbfolgekrieg. Getreu dem politischen Denken Richelieus befürwortete er Lösungen, die den Einfluss des französischen Königs, insbesondere in Italien erhöhen würden. Sein Einsatz von Gelehrsamkeit im Dienste geopolitischer Ziele wurde später von der Umgebung des Kanzlers Séguier übernommen.
Er trat in die Chambre des comptes ein und war von 1634 bis 1650 einer ihrer Vorsitzenden. Wie sein Vater vor ihm war er in verschiedenen Finanzgeschäften tätig und lieh große Summen an hohe Herren und den Staat.
Danach zog er sich auf sein Schloss Beauregard zurück. Dort vergrößerte er sein Anwesen, was die Erhebung dieser Herrschaft zu einer Vicomté ermöglichte, und vervollständigte dort die von seinem Vater begonnene Galerie des Illustres. Er starb als reicher Mann. Sein Erbe ging später an die Familie Fieubet über.

## Familie
Paul II. Ardier ist der Sohn von Paul Ardier (1563–1638), Trésorier de l’Épargne im Jahr 1627, Seigneur de Beauregard, Vineuil, Vaugelay, und Suzanne Phélypeaux († 1651), Tochter von Louis Phélypeaux und Schwester der Staatssekretäre Paul Phélypeaux de Pontchartrain und Raymond Phélypeaux d’Herbault.
Er wurde am 17. April 1595 in Issoire, der Heimatstadt seiner Familie, getauft. Er war der älteste Sohn und hatte zahlreiche Brüder und Schwestern:
- Raymond Jean (* 1601; † 1673), Seigneur de Vaugelay, Conseiller au Parlement de Toulouse, 1638 Maître des requêtes;[3][5]
- Henri oder Hervin, Abt von Saint-André de Clermont[3] und Saint-Étienne du Mas-d’Azil, Prior von Sainte-Croix de Savigneux und Vogt von Cerisy-sur-Somme[5]
- Louis († 1676), Seigneur de Vineuil, Secrétaire du Roi, Conseiller d’État, in die Fronde verwickelt[3] und von Bussy-Rabutin in seiner Histoire amoureuse des Gaules erwähnt;[6]

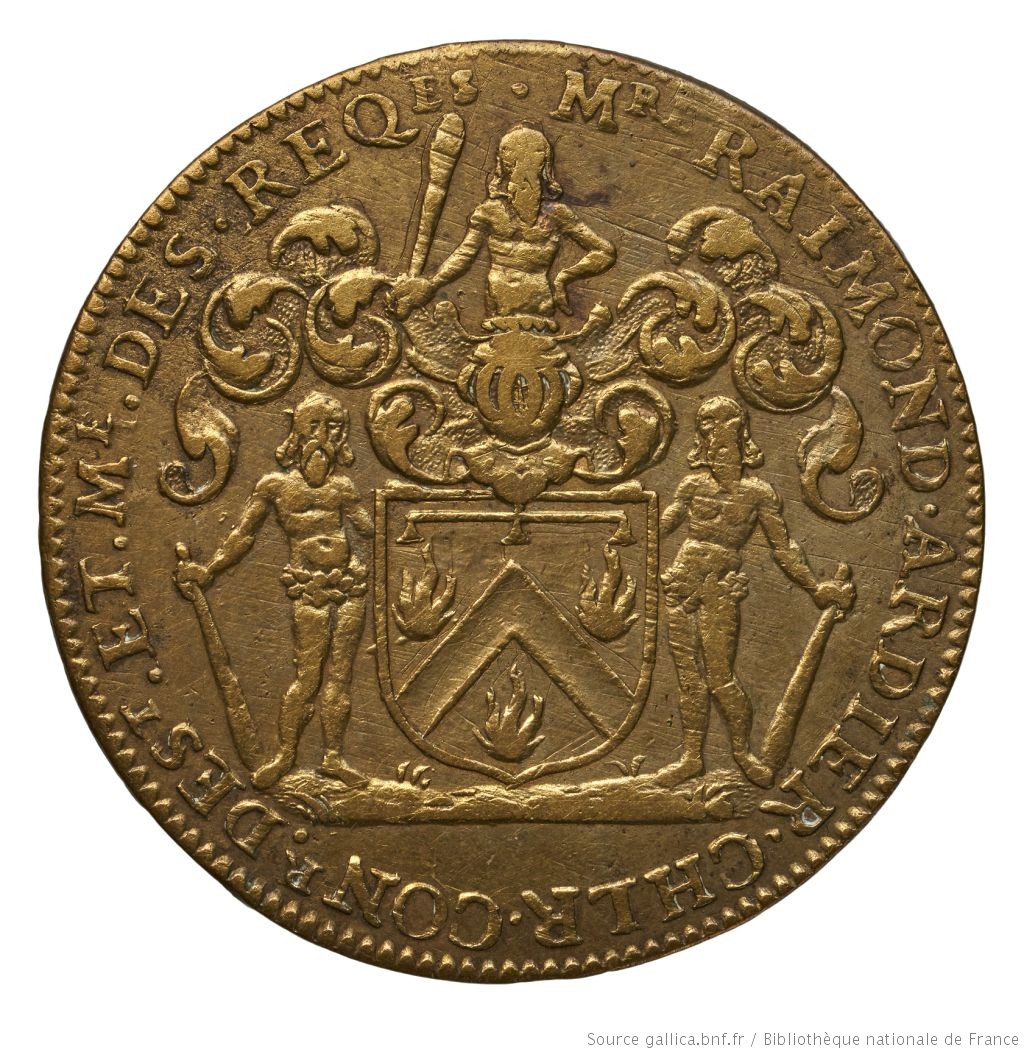
Jeton Raymond Ardiers (1638), BNF

- Claude oder Claudine (* 1600; † 1657); ⚭ 1618 Gaspard I. de Fieubet (* 1577; † 12. August 1647) Gehilfe seines Schwagers Paul Ardier;[7]
- Suzanne (* 1609; † 1679); ⚭ 1624[5]  Jean Diel, Seigneur des Hameaux, Premier Président de la Cour des Aides de Rouen;[8][5]
- Élisabeth (* 1610), ⚭ 1633 Claude Gobelin († 1666), Intendant d’Armée, Coneiller d’Ètat[8]

In der Revue d’Auvergne werden zwei weitere Kinder erwähnt::
- Marguerite; ⚭ Jacques Legendre, Contrôleur général des Gabelles
- Jacquette; ⚭ M. de Chalandrat, Seigneur de Saint-Yvoine.

Diese Hypothese wird jedoch durch die von Albert de Remacle erstellte Genealogie widerlegt, die Marguerite und Jacquette zu den Töchtern von Jean Ardier und Magdeleine Guérin macht (sie sind also die Kusinen ersten Grades von Paul II. Ardier, nicht seine Schwestern).
Die Zugehörigkeit von Paul II. Ardier über seine Mutter zum Netzwerk der Phelypeaux, die sich in einem sozialen Aufstieg befanden, war der Grundstein für seine Karriere.  Man sieht ihn übrigens 1626, wie er die Fähigkeiten eines anderen Mitglieds dieses Netzwerks, François Coquille, bescheinigt. Die Familie Ardier ist auch direkt mit dem Umfeld der Ferme des Gabelles verbunden, die vom Unternehmen Thomas Bonneaus betrieben wird. Diese Familiennetzwerke sind sowohl Diener des Staates als auch Geldgeber der Monarchie, die ständig Geld benötigt.

## Leben

### Gehilfe in den Auswärtigen Angelegenheiten
Paul II. Ardier wird spätestens 1618 Gehilfe im Dienst seiner Onkel Phélypeaux. Ab 1624 ist er Premier Commis in den Auswärtigen Angelegenheiten und von 1626 bis 1632 ist er der einzige Erste Commis. Er ist außerdem Sekretär des Königs, ein Amt, das ihn in den Adelsstand erhob.
Er nimmt nun voll und ganz an der französischen Außenpolitik teil, indem er Depeschen verfasst, die Arbeit des Büros organisiert und Memoranden zu bestimmten Fragen vorschlägt. Er war nicht nur ein Mann des Büros: Für eine Mission, deren Ziele nicht bekannt sind, wurde er kurzzeitig nach Konstantinopel geschickt, von wo er im November 1626 zurückkehrte.
Nach seiner Rückkehr nach Paris war er Sekretär der Versammlung der Notabeln, die von November 1626 bis März 1627 tagte, der letzten vor den revolutionären Vorboten des Jahres 1787. Es handelte sich hierbei um eine Vertrauensstellung. Unter dem Vorsitz von Gaston d’Orléans kamen 45 Adlige, Prälaten und Vertreter der souveränen Gerichtshöfe zusammen, um Lösungen für das Defizit zu finden, ohne neue Steuern einzuführen. Der Krieg verhindert die Umsetzung der vorgeschlagenen Maßnahmen.  Das Protokoll der Sitzungen wurde von Paul Ardier erstellt, bevor es 25 Jahre später, 1652, veröffentlicht wurde.
Nach dem Tod seines Onkels Raymond Phélypeaux d’Herbault, im Jahr 1629 behielt der neue Staatssekretär für auswärtige Angelegenheiten, Claude Bouthillier, Ardier als Premier Commis. Zweifellos wurden seine Fähigkeiten anerkannt. Dies deutet Ardier an, wenn er versichert, dass er „meiner gewöhnlichen Anstellung bei Herrn Bouthiller folgt, weil der König und der Kardinal mir ausdrücklich befohlen haben, ihm beizustehen, wie ich es zuvor durch Monseigneur de Herbault tun ließ, so dass ich dem Willen unserer Vorgesetzten gehorchte“. Sowohl Ludwig XIII. als auch Richelieu forderten ihn also auf, seinen Posten zu behalten. Mit diesem Argument kann er seine persönliche Entscheidung, seinen Posten zu behalten, rechtfertigen, was als mangelnde Treue gegenüber den Phélypeaux durchgehen könnte, Tatsache ist aber, dass die Bouthiller sich damals durch Heirat mit den Phélypeaux verbündeten.
Ardier ist zwar kein hochrangiges „Geschöpf“ Richelieus wie Père Joseph oder Claude Bouthillier, aber er arbeitet mit Ludwig XIII. und Richelieu zusammen. Er begleitet sie auf all ihren Reisen und Feldzügen von 1627 bis 1630, bei der Belagerung von La Rochelle (1627–1628), während der er zahlreiche Briefe schreibt, beim Sieg am Pas de la Suse und bei den Hugenottenaufständen im Languedoc 1629. 1630 ließ Ardier Denkschriften verfassen, in denen er versuchte, die Ansprüche des französischen Königs auf die Festung Pinerolo zu begründen.
Im selben Jahr 1630 dachte Ludwig XIII. an Ardier als Nachfolger von Charles Le Beauclerc als Secrétaire d’État de la Guerre, aber Richelieu hatte einen anderen Kandidaten, Jean de Flesselles, der den Fehler machte, zu früh damit zu prahlen. Als Ludwig XIII. davon erfuhr, wurde er wütend und schließlich wurde keiner der beiden Bewerber ausgewählt, das Amt bekam Abel Servien.

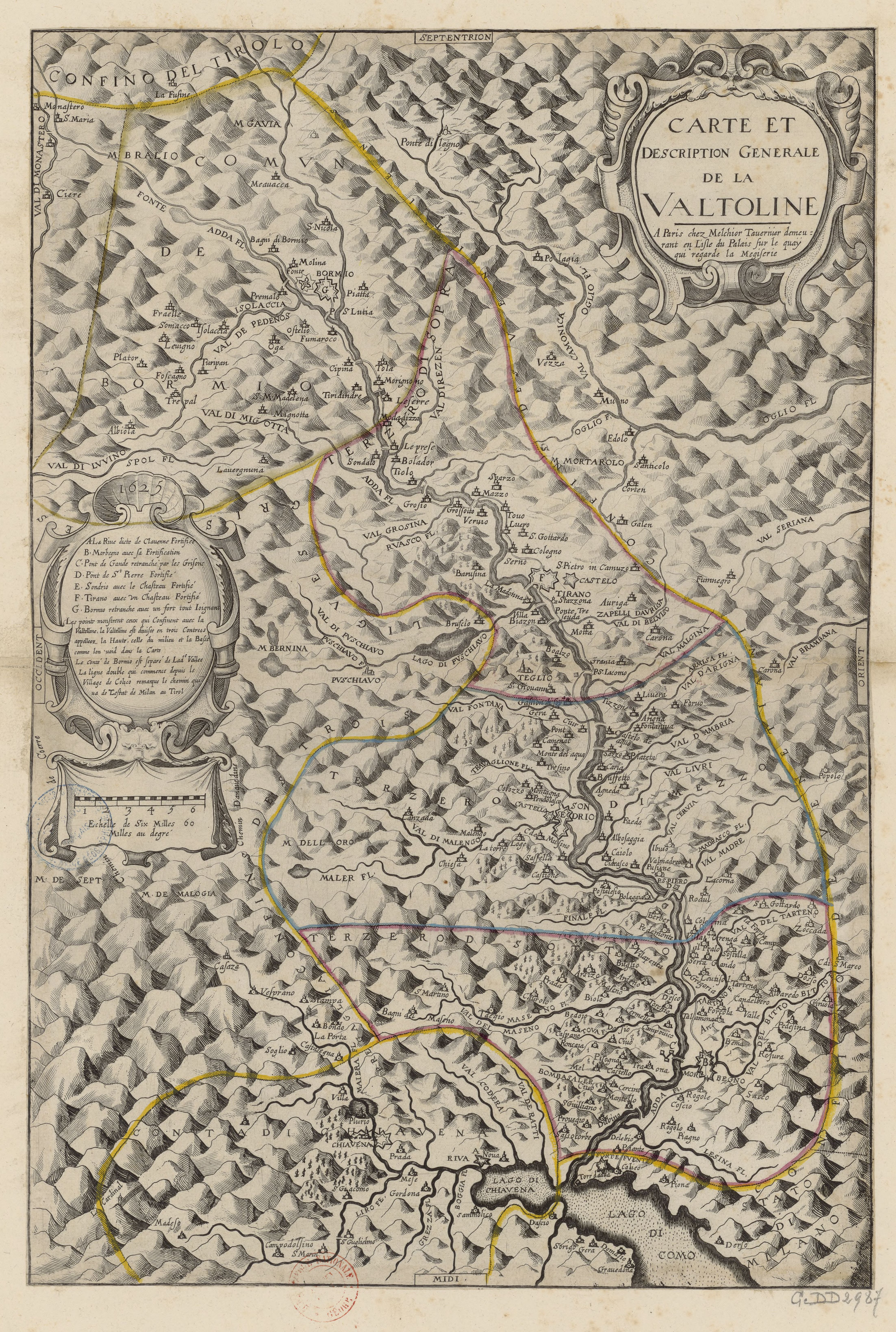
Carte et description générale de la Valtoline. Melchior Tavernier, Paris, 1625, BNF

### Geopolitische Analyse
Auf Wunsch Richelieus, nachdem er das Außenministerium verlassen hatte, schrieb Ardier zwei Denkschriften über die Außenpolitik, insbesondere über die Konflikte um Graubünden und das Veltlin, eine der großen Affären seiner Zeit.
In seinem Mémoire sur les affaires généralles de la Chrestienté (April 1633) analysierte Ardier die Lage in Europa zu seiner Zeit, inmitten des Dreißigjährigen Krieges, und konzentrierte sich dabei auf die Ereignisse, die Frankreich betrafen. Seiner Ansicht nach war es „auf der Grundlage der Vergangenheit und der Gegenwart [möglich], die Zukunft so zu beurteilen, wie es dem Wohl des Staates angemessen ist“, was dem Konzept der historia magistra vitae entsprach, das damals weit verbreitet war.
Diese Arbeit legte den Schwerpunkt auf das Veltlin, den Mantuanischen Erbfolgekrieg und den Konflikt zwischen Spanien und den Vereinigten Provinzen. Da die Habsburger als natürliche Feinde Frankreichs gesehen wurden, mussten Verbündete gegen sie gesucht werden, insbesondere im Veltlin. Dass die Bündner, die mit dem französischen König verbündet waren, dieses Tal nicht mehr zugunsten der Habsburger beherrschten, bedeutete einen Rückgang des französischen Einflusses. Ardier begrüßte den Erwerb von Pinerolo, dessen strategische Bedeutung für die Erleichterung des französischen Vorgehens in Italien offensichtlich war, verschwieg jedoch die im Vertrag von Cherasco festgelegten Bedingungen für diesen Erwerb. Der König hatte nämlich zugestimmt, dem Herzog von Savoyen Ländereien abzutreten, die dem Herzog von Mantua gehörten, obwohl dieser mit Frankreich verbündet war. Zwei Jahre später hielt Ardier es immer noch für sinnvoll, dies zu verschweigen.
Ardier legt dar, wie Frankreich seinen Einfluss in Italien wiederherstellen könnte, indem es eine Liga der norditalienischen Staaten gegen die Habsburger gründet, was durchaus ein politisches Ziel von Ludwig XIII. und Richelieu zu sein scheint. Er befürwortete auch eine Unterstützung Frankreichs für die Vereinigten Provinzen, Schweden und einige Fürsten des Heiligen Römischen Reiches, ebenfalls gegen die Habsburger. Es sollte eine Versöhnung zwischen Katholiken und Protestanten unter der Ägide des französischen Königs erreicht werden, um der Herrschaft der Habsburger ein Ende zu setzen.

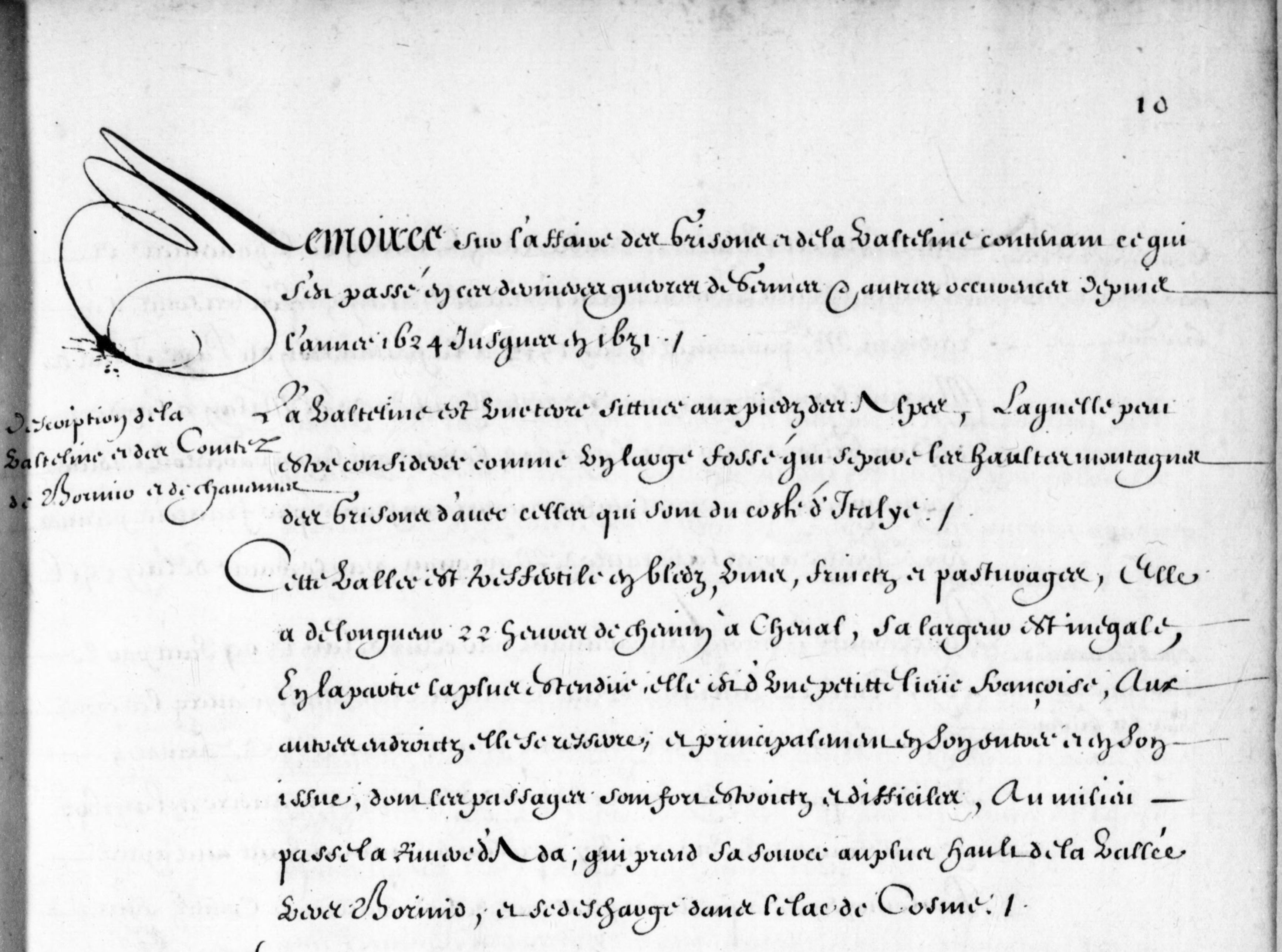
Titelseite des Mémoire sur l’affaire des Grisons et de la Valteline (1634). Paris, BNF

Für Ardier verrieten diese Bündnisse mit protestantischen Ländern und Herrschern nicht die katholische Sache, der Ludwig XIII. ansonsten diente. Es ging darum, Ludwig XIII. zu einer Art Schiedsrichter des Christentums zu machen. In dieser Hinsicht war Ardier Richelieus politischem Denken treu, wie auch ein anderer seiner Zeitgenossen, Guez de Balzac.
In seinem Mémoire sur l’affaire des Grisons et de la Valteline (Oktober 1634) greift Ardier die bereits im vorherigen Mémoire dargelegten Elemente auf. Er berichtet über die Konflikte im Zusammenhang mit dem Veltlin von 1601 bis zum Ende des Mantuanischen Erbfolgekriegs im Jahr 1631. Er betont die strategische Bedeutung des Veltliner Tals für die Habsburger, da es die Alpen überquert und ihre verschiedenen Besitzungen von Mailand bis zum Heiligen Römischen Reich verbindet. Er befürwortete eine Aktion des französischen Königs, um Graubünden, seinen Verbündeten, deren Herrschaft über das Veltlin untergraben worden war, zu helfen und die Situation dort zu seinem Vorteil wiederherzustellen.
Ardier theoretisiert nicht und verfolgt in seinen Denkschriften, die für Richelieu als Hilfsmittel zur Durchführung der französischen Außenpolitik dienen, einen völlig pragmatischen Ansatz. Dieser bewusste Einsatz von historischer und geografischer Gelehrsamkeit im Dienste des Handelns der Monarchie wurde später von der Umgebung des Kanzlers Séguier übernommen.

### Chambre des Comptes und Geschäfte

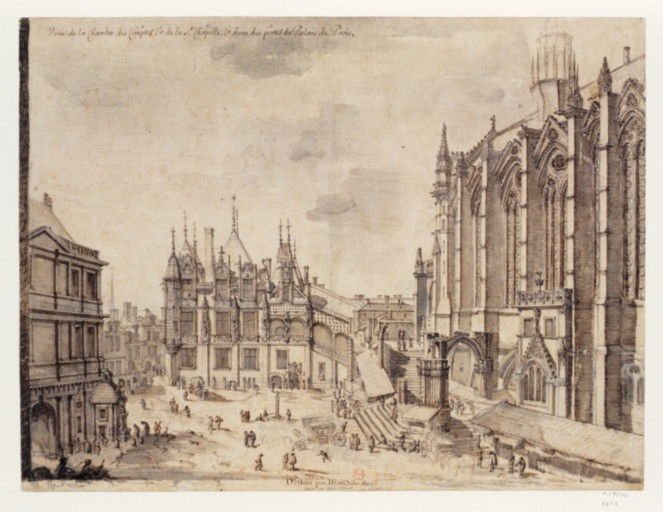
Ansicht der Chambre des comptes und der Sainte-Chapelle, von Israel Silvestre (1621-1691).par Israël Silvestre (1621-1691). Paris, BNF

Paul II. Ardier wechselt dann von der Diplomatie ins Finanzwesen und kehrt damit in den Tätigkeitsbereich seines Vaters zurück. Er wurde zum Trésorier général de France und zum Trésorier général des Finances in der Généralité de Paris ernannt. Im Jahr 1632 trat er in die Chambres des comptes ein.  Er wurde 1633 als Maître des comptes aufgenommen und 1634 einer der Präsidenten der Chajbre des comptes (die aus zwölf Präsidenten plus dem Ersten Präsidenten besteht). In diesem Amt folgte er seinem Verwandten Balthazar II. Gobelin, dem Herrn von Brinvilliers (dem Schwiegervater der Giftmörderin Marie-Madeleine Dreux d’Aubray, genannt La Brinvilliers). Er übte dieses Amt bis zu seinem Rücktritt im Jahr 1650 aus. Sein Nachfolger wurde Louis I. Phélypeaux de Pontchartrain, der sein Vetter ersten Grades war: alle gehörten dem bereits erwähnten Netzwerk der Phélypeaux an.
Im selben Jahr 1634 gehörte er für die beachtliche Summe von 40.000 Livres zu den Geldgebern der Fermiers générales des Gabelles im Unternehmen Thomas Bonneaus. Er ist also sowohl ein Finanzbeamter als auch ein Händler, der der Monarchie Geld vorstreckt. Sein Vater tat das Gleiche mit 48.000 Livres, was den Reichtum der Familie erahnen lässt. Im Jahr 1653 lieh er dem Herzog Claude de Saint-Simon (der Vater des Memoirenschreibers) 16.000 Livres. Diese Forderung wurde später nie zurückgezahlt, sondern an Gaspard III. de Fieubet und dessen Erben weitergegeben. Zu seinen Schuldnern zählte auch der Prince de Condé, Erbe einer von den Montmorency eingegangenen Schuld, die ebenfalls nicht getilgt wurde und ebenfalls auf Gaspard III. de Fieubet und seine Erben überging. Diese nicht zurückgezahlten Forderungen führten zur Zahlung von Rente constituées. Er verlieh auch an die Mitglieder der Familie Phélypeaux. Durch die Vergabe dieser Rentenkredite betrieb er finanzielle Aktivitäten, die weniger auffällig waren und mehr Ansehen genossen als die seines Vaters.
1650, im Alter von 55 Jahren, zog sich Ardier von allen offiziellen Ämtern zurück, oder fast. Tatsächlich war er 1651 noch Kommissar des Königs bei den bretonischen Ständen und trug dazu bei, die Treue dieser bretonischen Stände zum König in der unruhigen Zeit der Fronde zu bewahren. Anschließend ließ er sich in seinem Schloss Beauregard nieder. Dieser Rückzug Ardiers mag mit der zweiten Ungnade seines Verwandten Léon Bouthillier zusammenhängen, kann aber auch auf den Wunsch zurückzuführen sein, vornehm auf seinen Ländereien zu leben.

### Grandseigneur
In Paris ließ Paul Ardier senior 1606 ein Hôtel particulier im Marais in der Nähe der Place Royale bauen. Auch sein Sohn Paul II. wohnte dort. Dessen Schwager Gaspard de Fieubet und Jean Dyel des Hameaux wohnen ebenfalls in dem Viertel. Für sein Pariser Stadthaus gab Paul Ardier Werke bei bekannten Künstlern seiner Zeit in Auftrag.

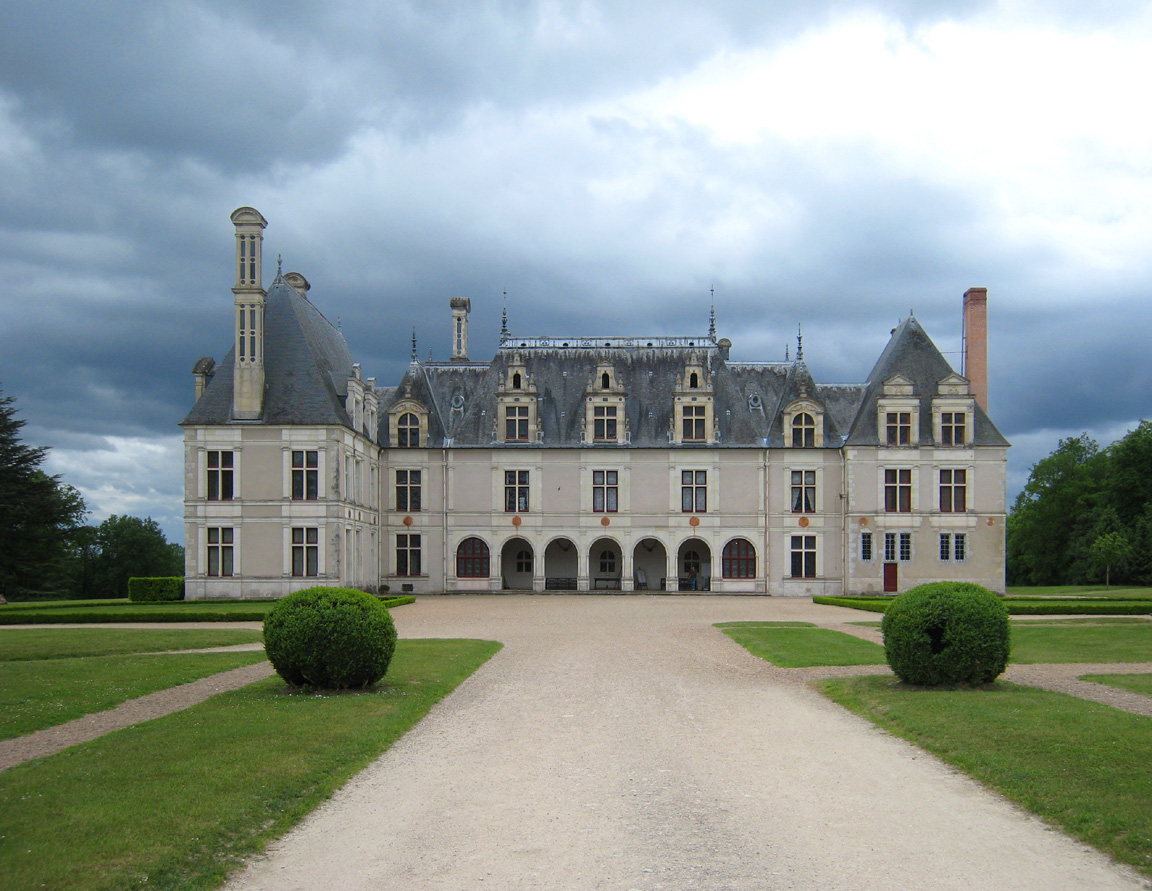
Schloss Beauregard, 2007

Im Blésois erbte er die Grundherrschaften seines Vaters, hauptsächlich die Seigneurie de Vineuil und das Schloss Beauregard (Pfarrei Cellettes), das sein Vater komplett umbauen ließ. Er kaufte weiteres Land in der Pfarrei Cellettes, um sein Anwesen zu vergrößern: 1650 erwarb er das Lehen La Varenne und dessen Mühle und 1654 die Herrschaft Conon und das Recht auf hohe Gerichtsbarkeit in der Pfarrei Cellettes. Dank seiner Erwerbungen wuchs das Gebiet um Beauregard auf über 200 Hektar an und der Gesamtbesitz der Ardiers auf über 500 Hektar. Im Jahr 1654 erreichte er sein Ziel: Seine Ländereien waren groß genug, um zu einer Vicomté erhoben zu werden, und er wurde Vicomte de Beauregard-le-Bel. Der Besitz von Beauregard war für die Strategie des sozialen Aufstiegs der Ardier von entscheidender Bedeutung: Er hatte zum Adel des Vaters beigetragen und verlieh dem Sohn einen Titel.

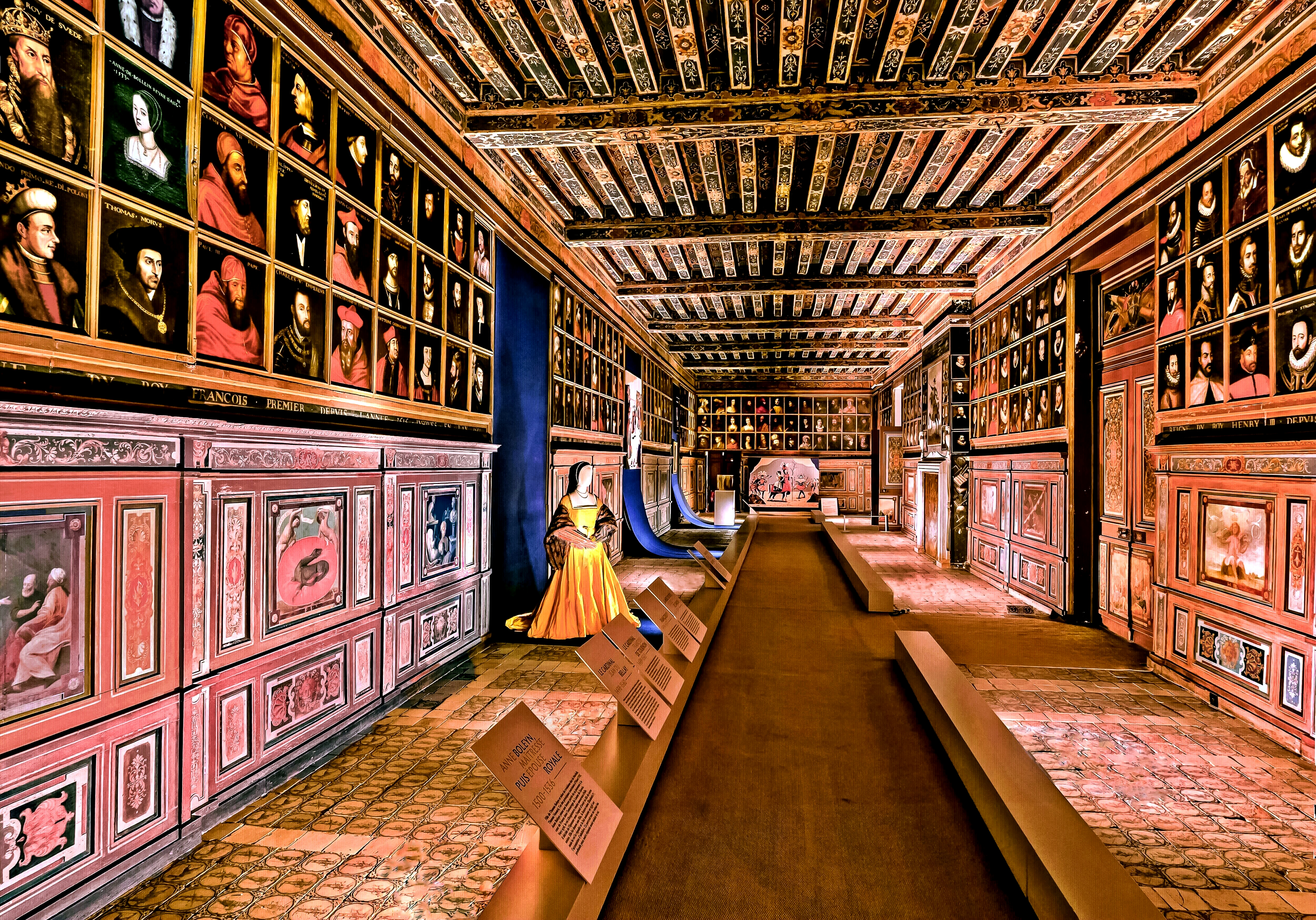
Die Galerie des Illustres im Schloss Beauregard, 2019

Paul Ardier senior ließ im Schloss Beauregard eine „Galerie des Illustres“ mit über 300 Porträts historischer Persönlichkeiten einrichten, für die das Schloss bis heute berühmt ist. Paul II. Ardier ergänzte diese „Galerie des Illustres“ um etwa 40 Porträts seiner Zeitgenossen.  Diese Galerie umfasst Porträts von Königen, Staatsmännern und Militärs, insbesondere aus der Zeit von Heinrich IV. und Ludwig XIII., wie Philipp IV. von Spanien, Kaiser Ferdinand II., der schwedische König Gustav II. Adolf, Karl-Emanuel I. von Savoyen usw. Sie drückt damit die Treue der Ardiers gegenüber den Königen aus, denen sie gedient haben.
Um 1646 führte Paul II. Ardier ein Projekt seines Vaters zu Ende: Er vollendete das Bodenpflaster dieser Galerie aus blauen Delfter Fayencen, die normalerweise viel zu zerbrechlich sind, um darauf zu laufen, das sein Vater bereits 1627 in Auftrag gegeben hatte.  Er kümmert sich auch um die Orangerie. Dies entsprach der damaligen Mode, aber vielleicht auch einem persönlichen Geschmack, da er in seinem Arbeitszimmer ein Beschneidungsset für Orangenbäume aufbewahrte.
Paul II. Ardier starb am 7. November 1671 in seinem Schloss Beauregard. Seine Eingeweide werden in Cellettes beigesetzt, während sein Körper wie seine Eltern und andere Familienmitglieder im Couvent des Feuillants im ehemaligen Faubourg Saint-Honoré in Paris beigesetzt wurde.
Er hinterließ ein beträchtliches Vermögen in Form von Grundherrschaften, aber auch in Form von Geld, 1.400.000 Livres. Es war etwas geringer als das seines Vaters (1.800.000 Livres). Sein Vermögen lag jedoch weit unter dem einiger seiner erfolgreicheren Zeitgenossen wie Abel Servien, Nicolas Fouquet oder Jean-Baptiste Colbert. Im Vergleich zu ihnen bleibt er eine zweitrangige Persönlichkeit. Philippe de Champaigne malte ein Porträt von Paul II. Ardier, das von Humblot gestochen wurde. Das Original ist verloren.

## Werke
- L’Assemblée des notables tenue à Paris ès années 1626 et 1627, 1652[16]
- Mémoire sur les affaires généralles de la Chrestienté, April 1633
- Mémoire sur l’affaire des Grisons et Valteline contenant ce qui s’est passé en l’affaire de Gênes et autres occurrences depuis l’année 1626 jusques en 1631, Oktober 1634. Die beiden Mémoires wurde gemeinsam erstmals 1677 herausgegeben[27]

## Ehe und Nachkommen
Paul II. Ardier heiratete 1627 Louise Olier, Tochter von Jacques Olier († 1632) Maître des requêtes, Intendant, Conseiller d’État, und Schwester von Jean-Jacques Olier, dem Gründer der Sulpizianer. Sie bekamen zwei Töchter:
- Marie-Marguerite († 1685); ⚭ (1) Jacques Le Pelletier de La Houssaye, Conseiller au Parlement de Paris.[52]; (2) 1654 ihren Vetter Gaspard III. de Fieubet, Kanler der Königin und Conseiller d’État – durch diese Ehe erbte die Familie Fieubet die Vizegrafschaft Beauregard und die Herrschaft Vineuil.[1]
- Louise, geistlich bei den Visitantinnen in Blois.[1]